# Abchasiella dentata
Abchasiella dentata är en kvalsterart som beskrevs av Gordeeva och Tarba 1990. Abchasiella dentata ingår i släktet Abchasiella och familjen Oppiidae. Inga underarter finns listade i Catalogue of Life.